# Idiocerus latistylus
Idiocerus latistylus är en insektsart som beskrevs av Vilbaste 1968. Idiocerus latistylus ingår i släktet Idiocerus och familjen dvärgstritar. Inga underarter finns listade i Catalogue of Life.